# Аланиярви
Аланиярви — озеро на территории Ребольского и Воломского сельских поселений Муезерского района Республики Карелия.

## Общие сведения
Площадь озера — 0,5 км², площадь водосборного бассейна — 135 км². Располагается на высоте 191,5 метров над уровнем моря.
Форма озера подковообразная, лопастная, продолговатая: вытянуто с запада на восток. Водоём разделён полуостровом на практически два равных плёса. Берега каменисто-песчаные, местами заболоченные.
Через озеро протекает река Конди, вытекающая из озера Конди, протекающая через озеро Пертиярви и впадающая в Лексозеро, откуда через реки Сулу и Лендерку воды в итоге попадают в Балтийское море.
Код объекта в государственном водном реестре — 01050000111102000010731.